# Henri van Wermeskerken
Johan Wilhelm Henri (Henri) van Wermeskerken (Rotterdam, 22 maart 1882 – Königswinter, 7 juni 1937) was een Nederlandse journalist en schrijver, die wordt beschouwd als de belangrijkste blijspelschrijver uit de  Nederlands-Indische toneelliteratuur. Zijn grootste successen waren toneelstukken Tropenadel (1916) en Suikerfreule (1917), die hij later allebei omwerkte tot roman.
Ondanks kritiek uit literaire kringen, o.a. van Rob Nieuwenhuys en E. du Perron, werd Van Wermeskerkens verhalenbundel Langs den gordel van smaragd (1923) dikwijls geprezen als zijn beste werk.

## Biografie
Henri van Wermeskerken werd in 1882 geboren in Kralingen, als zoon van schrijfster Sophia Margaretha Cornelia Junius, bekend onder het pseudoniem Johanna van Woude, en Johannes van Wermeskerken. Vanaf zijn tiende bracht hij het grootste gedeelte van zijn verdere jeugd door in Het Gooi. Hij voltooide een opleiding aan de Land- en Tuinbouwschool, waarna hij plantkunde studeerde in Engeland, Duitsland en de Parijse Jardin des Plantes.
Al tijdens zijn studententijd in Engeland werden brieven van Van Wermeskerken gepubliceerd in het Haarlemsch Dagblad, waarmee hij zichzelf op de kaart zette bij de Nederlandse kranten. Dit bracht hem in contact met de Nieuwe Rotterdamsche Courant, waar hij een baan kreeg als correspondent in Spanje, Portugal en de Balkan. Zijn journalistieke werk, geschreven in een toegankelijke stijl en met ruimte voor sentiment en humor, oogstte veel navolging. Zijn 'Spaanse brieven' werden in 1910 gebundeld en uitgegeven als Door Spanje. Tijdens zijn verblijf in Spanje schreef hij zijn eerste toneelstuk, De Armen van Geest, maar pogingen om dit op de planken te krijgen waren niet succesvol.
In 1907 verscheen Van Wermeskerkens eerste roman, Leo Smeder (1907); een vervolg op zijn moeders beroemdste werk, Hollandsch binnenhuisje (1888). In de jaren erop verschenen meer romans van zijn hand, waaronder De Armen van Geest (1909), naar zijn eigen ongepubliceerde toneelstuk.
Zijn journalistieke werk bracht hem naar Nederlands-Indië, waar hij zich vestigde en vier jaar lang correspondent was voor De Telegraaf en het Soerabajasch Dagblad. Hier verzochten Bataviase dilettanten hem een stuk te schrijven. Het stuk in kwestie, Tropenadel (1916), werd al snel door Louis de Vries en diens beroepsgezelschap in Soerabaja ten tonele gebracht, waar het door pers en publiek enthousiast werd ontvangen. Niet veel later ging Tropenadel ook in Amsterdam in première, waar het vijf maanden lang uitverkochte zalen trok. Van Wermeskerken schreef binnen een jaar een vervolg, Suikerfreule (1917), dat gedurende de jaren daarop meer dan tweeduizend keer opgevoerd zou worden. Meer Indische werken volgden, waaronder de toneelstukken Goena Goena of Het Spookhuis (1917), Het Handschoentje (1918) en De tante uit Indië (1927), de verhalenbundel Langs den gordel van smaragd (1923) en de roman Een Indisch binnenhuisje (1924). Deze werken bezorgden Van Wermeskerken een belangrijke plek in de Nederlands-Indische (toneel)literatuur.
Na een wereldreis door Azië en Noord-Amerika en periodes als correspondent in Londen, Parijs en Berlijn, keerde Van Wermeskerken in 1925 terug naar Nederland en vestigde zich in Den Haag. Hier bleef hij doorgaan met zijn journalistieke werkzaamheden en het schrijven van romans en toneelstukken. In 1928 nam hij deel aan de Kunstwedstrijden op de Olympische Zomerspelen 1928 in Amsterdam. Vanaf 1930 tot aan zijn dood had hij de leiding over Toneelfonds Comoedia. Ook was hij de derde voorzitter van de Bond van Nederlandsche tooneelschrijvers.
In 1935 ging de speelfilm Suikerfreule in première; een bewerking van Van Wermeskerkens gelijknamige roman en toneelstuk, waarvoor hij zelf het scenario schreef. Het jaar daarop vertrok Van Wermeskerken naar Zuid-Afrika, waar hij aan het scenario werkte voor een film over de Grote Trek. Zijn echtgenote, actrice Sophie Spree, zou hierin de hoofdrol gaan spelen. De film is nooit gemaakt.
Henri van Wermeskerken overleed in 1937 op 57-jarige leeftijd in Königswinter aan een hartstilstand. Op Westerveld is een mausoleum voor hem gebouwd, welk tegenwoordig een plaats heeft op de lijst van rijksmonumenten in Driehuis.

## Privéleven
Van Wermeskerken is driemaal getrouwd geweest. Eerst met Maria Pappadopoulos, die hij ontmoette toen hij de Olympische Spelen in Athene versloeg. In 1913 hertrouwde hij met Frederika "Frida" Wilhelmina Haye (Amsterdam, 8 juni 1888). Uit dit huwelijk kwam een dochter voort, Elfrida "Fridy" Sophia Maria. In 1934 trouwde hij met actrice Sophia Cornelia Johanna te Mijtelaar (Amsterdam, 29 augustus 1891), ook bekend als Sophie 'Fietje' Spree, weduwe van acteur Marius Spree.

## Thematiek
In meerdere van Van Wermeskerkens werken komen elementen terug uit het werk van zijn moeder, Johanna van Woude. Zo refereert de titel van zijn roman Een Indisch Binnenhuisje aan het grootste literaire succes van zijn moeder, haar roman Hollandsch Binnenhuisje. Zijn roman getiteld Leo Smeder is een direct vervolg op dit werk. Ook publiceerde Van Wermeskerken dikwijls onder het pseudoniem Henri van Woude.

### Toneel
- Tropenadel (1916)
- Goena-goena (1917); later uitgegeven als Het Spookhuis
- Suikerfreule (1917); ook bekend als De Verjongingskuur
- De Marconist (1917), in druk verschenen als Het Handschoentje[a]
- Chauffeuse (1925); eenakter
- De tante uit Indië[b] (1927)
- De Oceaanvlucht (1929)
- De hotelrat (1932); eenakter
- Hollands Binnenhuisje (1932); bewerking van de roman van Johanna van Woude

### Proza
- Leo Smeder[c] (1907); roman, vervolg op Hollandsch binnenhuisje van Johanna van Woude
- Van het wondere Geluk[d] (1908); roman
- Smeder & zoon[e] (1908)
- De Armen van Geest (1909)
- Door Spanje[f] (1910); reisschetsen
- De Assenhoeve[g] (1911); roman
- De profundis clamavi: de biecht eener moeder[h] (1913); roman
- Zwitserland: kleine gids voor bezoekers van Zwitserland[i] (1914); inleiding
- Tropenadel: Van Vliet, Sweet & Cy (1918); roman, bewerking van zijn gelijknamige toneelstuk
- Roemah angker[j] (1922); roman, bewerking van zijn toneelstuk Goena-goena
- Langs den gordel van smaragd[k] (1923); verhalenbundel
- Een Indisch binnenhuisje[l] (1924); roman
- Suikerfreule (1925); roman, bewerking van zijn gelijknamige toneelstuk
- Boy[m] (1930); roman, herziene uitgave van Leo Smeder
- Het Manneneiland (1931); roman, bewerking van zijn toneelstuk De Oceaanvlucht
- Tropische zoutwaterliefde[n] (1932); roman, bewerking van zijn toneelstuk De Marconist
- De Groene Hel: Het blanke mysterie van de Matto Grosso (1933); roman
- Terschelling, de parel van de Waddenzee[o] (1935)

### Jeugd
- Snoet's Wilde Jaren (1932); plaatjesalbum, illustraties door Piet van der Hem
- Jojo, de Sumatraan. Geschiedenis van een olifant[p] (1933); plaatjesalbum, illustraties door Piet van der Hem
- Snoet's wilde jaren 2: Met Carlo onder de menschen (1933); plaatjesalbum, illustraties door Piet van der Hem
- Pau Li, de Kleine Chinees (1934); plaatjesalbum, illustraties door Willy Sluiter
- Twee zwervers door de grote wereld[q] (1936); plaatjesalbum, illustraties door Willy Sluiter

## Galerij

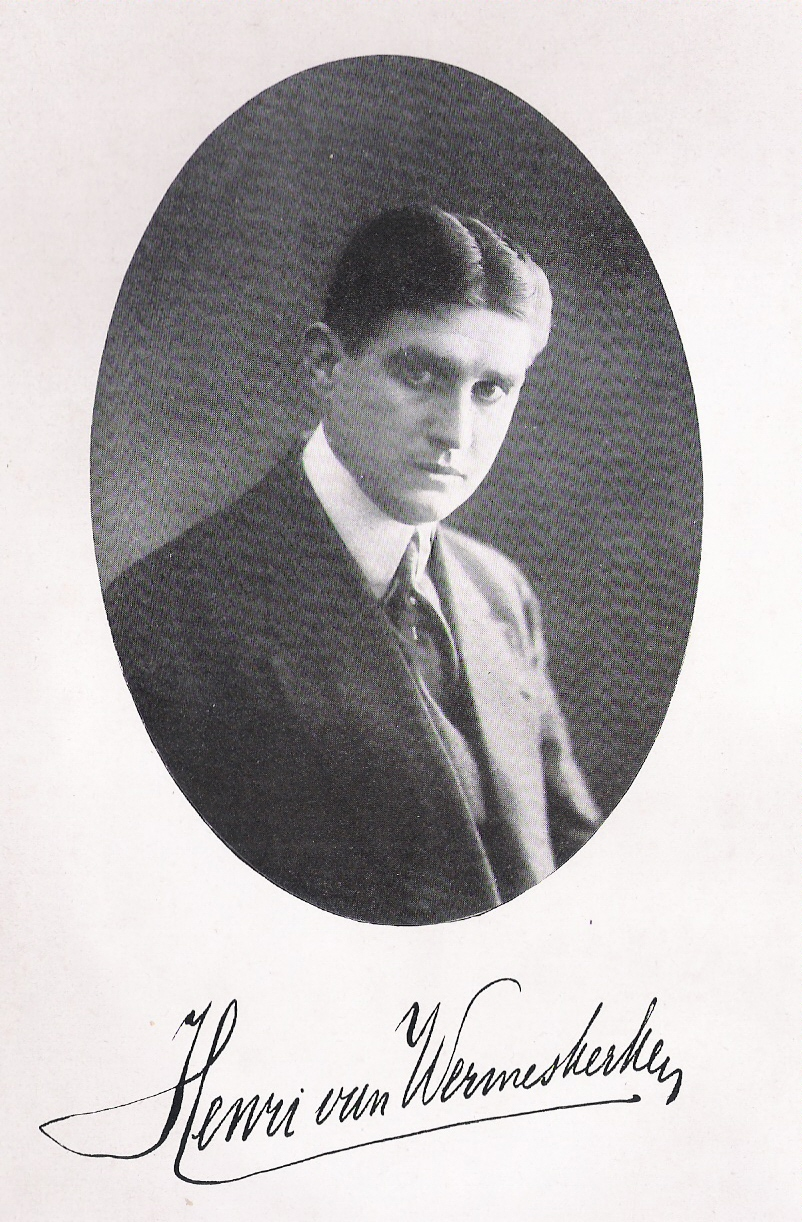
Portretfoto van Van Wermeskerken
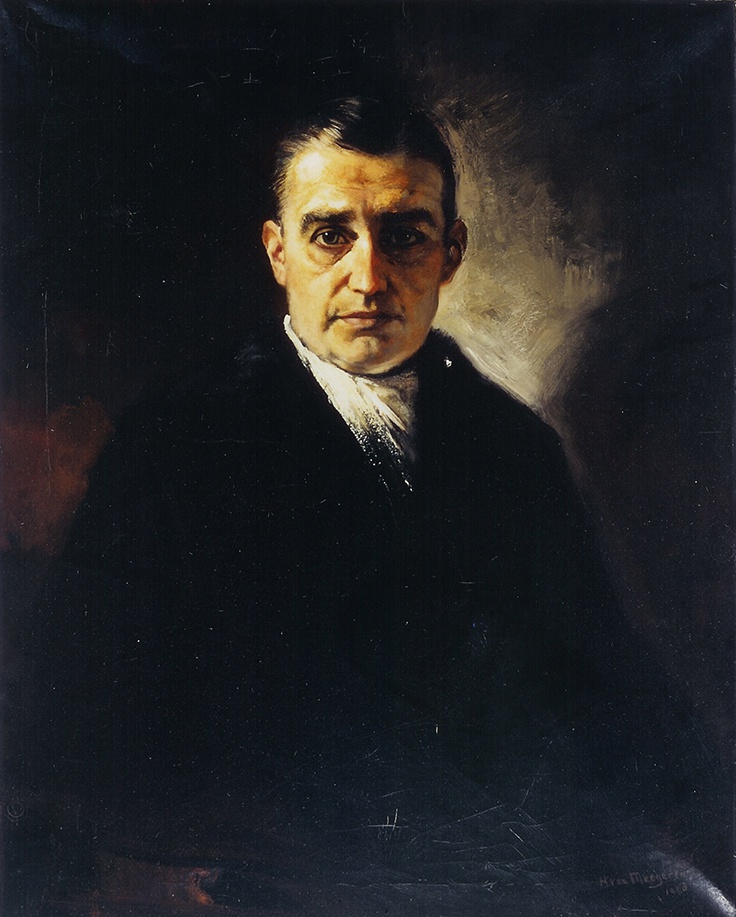
Van Wermeskerken geportretteerd door Han van Meegeren.
Van Wermeskerken en Jan Fabricius in 1931
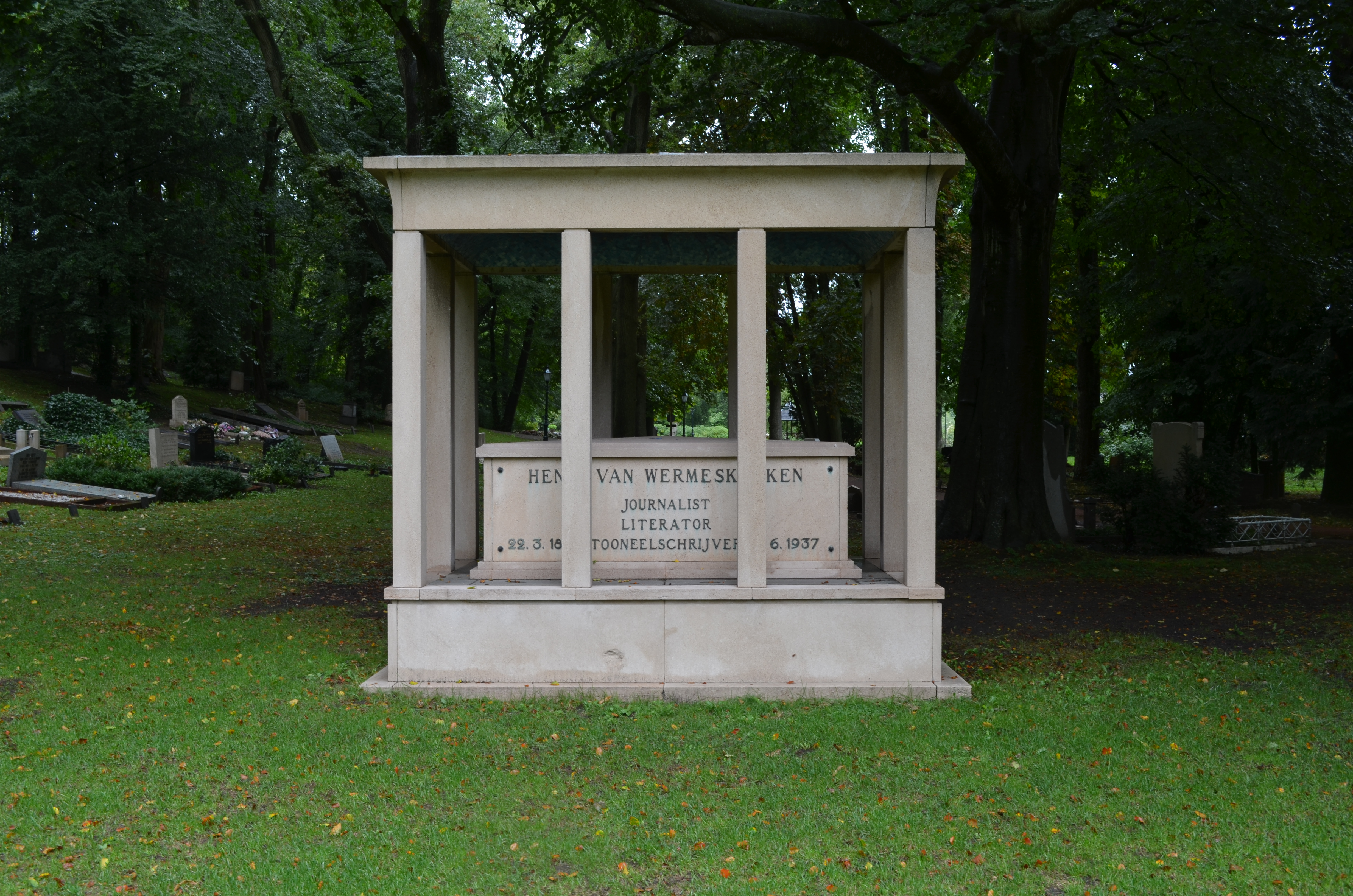
Graftombe van Henri van Wermeskerken.
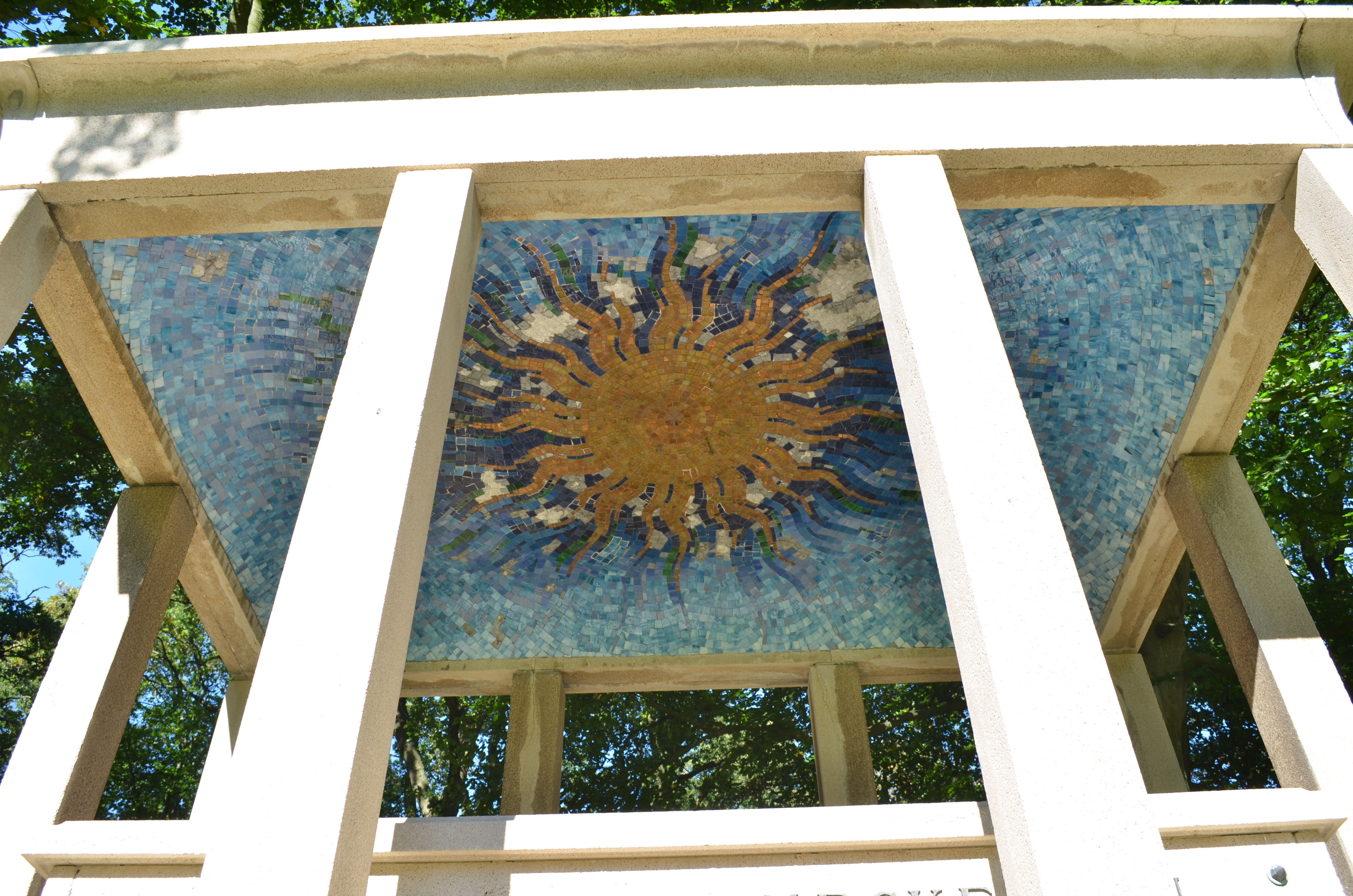
Mozaiek grafmonument Henri van Wermeskerken